# آب رفته، زباله‌های آبی، زباله‌های رها شده در آب و متروکه

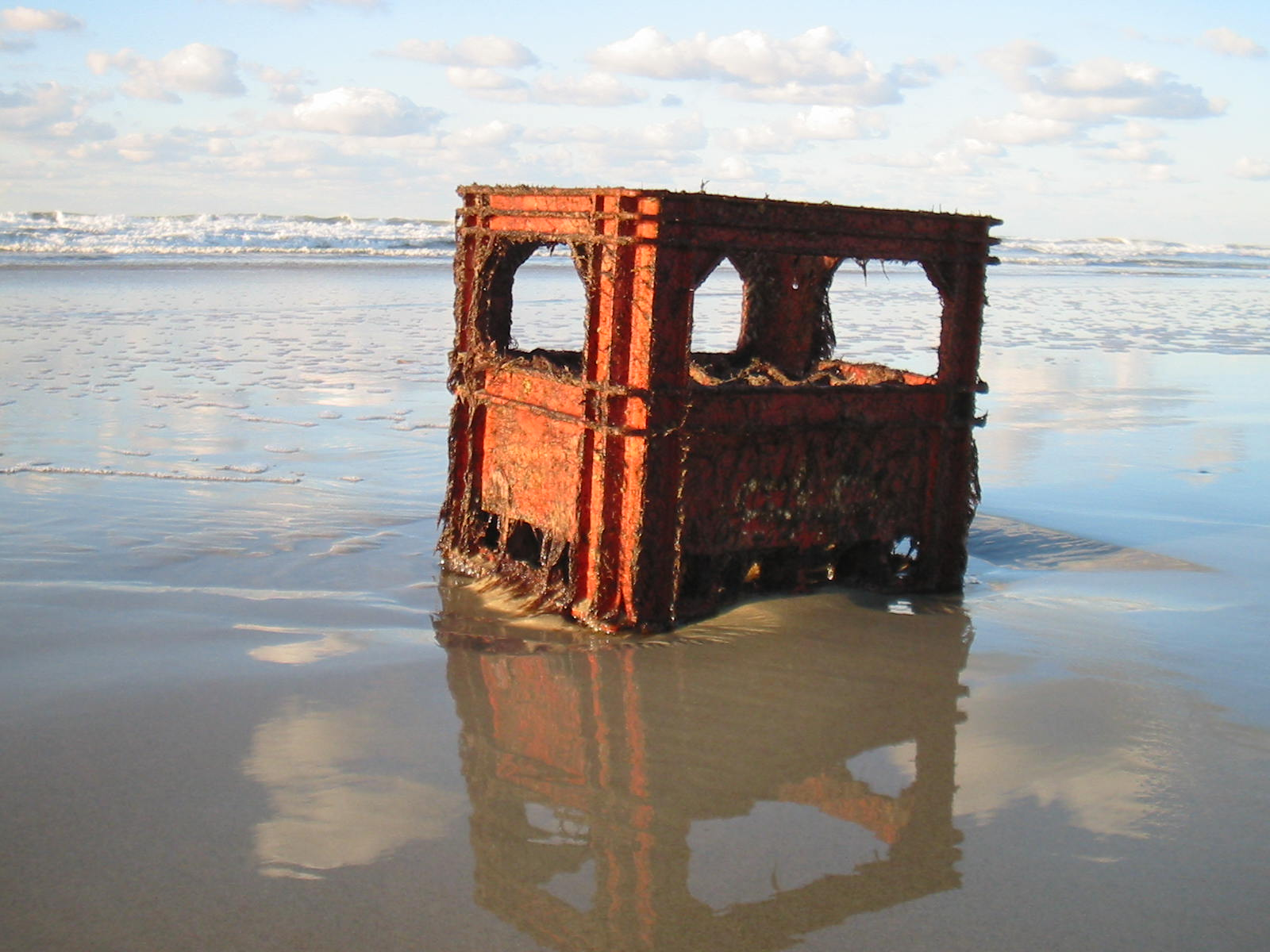
فلوتسام در ساحلی در ترشلینگ، دریای وادن

در قوانین دریانوردی، شناورهای شناور ، جتسام ، لاگان و متروکه اصطلاحاتی برای انواع مختلف اموال گمشده یا رها شده در دریا هستند. این کلمات معانی دریایی خاصی دارند و پیامدهای حقوقی آنها در حقوق دریانوردی و نجات (دریانوردی) مشهود است. کشتی غرق‌شده به بقایای یک کشتی که غرق شده است، چه غرق شده باشد و چه روی سطح آب شناور باشد، گفته می‌شود.

## نمای کلی
لاشه کشتی به عنوان اموالی متعلق به هیچ مالک مشخصی طبقه‌بندی می‌شود که یا در بستر دریا فرومی‌رود یا روی سطح آب شناور است، چه عمداً به دریا انداخته شده باشد و چه در نتیجه یک حادثه. این اصطلاح شامل بدنه کشتی و متعلقات آن و همچنین هر نوع شیء دیگری در کشتی، مانند بار و خواربار، و وسایل شخصی خدمه و مسافران می‌شود. این همچنین شامل تعریف محدودتر نجات، یعنی اموالی که از لاشه کشتی بازیابی شده‌اند یا بازیابی خود کشتی، می‌شود.
عوامل متعددی در شکل‌گیری یک کشتی غرق‌شده نقش دارند که می‌توان آنها را به فرآیندهای فیزیکی و فرهنگی تقسیم کرد. یک مکان می‌تواند تحت تأثیر فرآیندهای فیزیکی، یعنی فرآیندهای طبیعی، مانند خوردگی ناشی از شوری و جریان‌های اقیانوسی یا رشد موجودات دریایی بومی و خارجی قرار گیرد. همچنین می‌تواند تحت تأثیر فرآیندهای فرهنگی، یعنی تعاملات انسانی، مانند اضافه کردن یا حذف مواد از محل لاشه کشتی، قرار گیرد. هرگونه فعالیت باستان‌شناسی، مانند حفاری، نیز می‌تواند تهاجمی و دستکاری تلقی شود.
در حقوق دریایی، معانی مختلفی به این اصطلاحات نسبت داده می‌شود که بستگی به صلاحیت قضایی و همچنین زمینه دارد. برای مثال، بین کالاهایی که به ساحل می‌رسند و کالاهایی که به دلایلی قابل نجات نیستند و/یا در دریا گم می‌شوند، تمایز قائل می‌شوند.

## قانون نجات
مالکیت لاشه کشتی موضوعی بسیار بحث‌برانگیز است، زیرا هیچ مرز مشخصی برای تعریف آن وجود ندارد. ممکن است از طرق مختلفی از ارث تا مصادره به دست آید. همچنین باید بین مالکیت خود بدنه و محمولهٔ آن تمایز قائل شد، زیرا ممکن است بدنه عمداً رها شود، در حالی که محموله ممکن است از روی ضرورت (در موارد اضطراری یا نیاز به کاهش وزن کشتی) رها شود. در این پارامترها، ترک کشتی توسط مسافران آن به منزله از دست دادن مالکیت است، اما برای انصراف از ادعای مالکیت، قصد ترک آن لازم است. این امر با محدود کردن آنچه که «متروکه» تلقی می‌شود، بر لاشه کشتی‌ها تأثیر می‌گذارد. به‌طور کلی، یک کشتی در صورتی «رها شده» تعریف می‌شود که هیچ امیدی به بازیابی آن وجود نداشته باشد، که از نظر قانونی به عنوان (که عبارت لاتین به معنای «بدون امید به بازیابی» است) شناخته می‌شود، و این واقعیت باید به وضوح توسط طرف نجات‌دهنده اثبات شود. همچنین باید در آب‌های قابل کشتیرانی رخ دهد.
اصطلاح «نجات» برای اشاره به عملیات نجات و همچنین غرامت اعطا شده پس از آن به کار می‌رود. این یک خدمت داوطلبانه محسوب می‌شود که در مواردی مانند خطر برای لاشه کشتی یا آب‌های قابل کشتیرانی اطراف آن ارائه می‌شود. از نظر غرامت، به هر کسی که داوطلبانه در بازیابی لاشه کشتی کمک کرده باشد، چه از خطر قریب‌الوقوع نجات یافته باشد و چه از خسارت، غرامت تعلق می‌گیرد.
قانون نجات، ریشه در رسم رومیِ دارد که مقرر می‌داشت کسی که از مال دیگری نگهداری یا آن را بهبود بخشد، از مالک غرامت دریافت می‌کند، حتی اگر این خدمت توسط مالک درخواست نشده باشد. این قانون در مورد مقررات دریایی اعمال نمی‌شد، اما مبنایی برای پیروی از احکام بود، مانند حکم دریایی ترانی که بیان می‌کرد به «یابنده» پاداش داده می‌شود، چه مالک کالا را مطالبه کند و چه نکند. این قوانین از زمان قانون «مذاکره» تکامل یافته‌اند و امروزه در ایالات متحده، نجات‌دهنده‌ای که داوطلبانه کالاها را به بندر بازگرداند، می‌تواند از نظر قانونی ادعای مالکیت آنها را داشته باشد یا در ازای دریافت پاداش، آنها را به یک مارشال تحویل دهد.

## فلوتسام
فلوتسام (همچنین به عنوان "flotsan" شناخته می‌شود) به کالاهایی از یک کشتی غرق شده که به سطح دریا شناور شده‌اند، یا هر محموله شناوری که به دریا انداخته می‌شود، اشاره دارد.
در حقوق دریایی، کالاهای شناور به کالاهایی اطلاق می‌شود که در اثر غرق شدن کشتی یا تصادف، روی سطح آب شناور می‌مانند. کسی که اشیاء آب‌گرفته را کشف می‌کند، مجاز به ادعای مالکیت آن است، مگر اینکه شخص دیگری مالکیت خود را بر آن ثابت کند. حتی زمانی که منبع مشخص است، ممکن است یابنده اقلام را به عنوان اشیاء آب‌گرفته و قابل مطالبه در نظر بگیرد. این اتفاق با گم شدن حداکثر ۱۱۰ کانتینر بار توسط کشتی ام‌اس‌سی زو در دریاهای مواج در ژانویه ۲۰۱۹ در ساحل بورکوم آلمان رخ داد؛ کالاهای گم‌شده‌ای که در ساحل هلند پیدا شدند، به عنوان کالاهای شناور در آب در نظر گرفته شدند.

## جتسام
جتسام ‎/ˈdʒɛtsəm/‎ به هر محموله‌ای اطلاق می‌شود که عمداً از کشتی یا لاشه کشتی دور ریخته می‌شود. از نظر قانونی، جتسام (jetsam) نیز شناور است، اگرچه شناور بودن بخشی از معنای لغوی آن نیست. به‌طور کلی، «به دریا انداختن» به عمل پرتاب کالاها به دریا برای سبک کردن بار کشتی در معرض خطر غرق شدن اشاره دارد.
طبق قانون دریانوردی، کسی که این آثار باستانی را کشف می‌کند، ملزم به بازگرداندن آنها به صاحب اصلی‌شان نیست، مگر در مواردی که صاحب اصلی ادعای درستی داشته باشد.
با این حال، طبق گفته اداره ملی اقیانوسی و جوی ایالات متحده، «ممکن است مالک اصلی ادعای مالکیت اشیاء شناور را داشته باشد، در حالی که اشیاء شناور می‌توانند به عنوان دارایی هر کسی که آن را کشف می‌کند، ادعا شوند.»

## لاگان

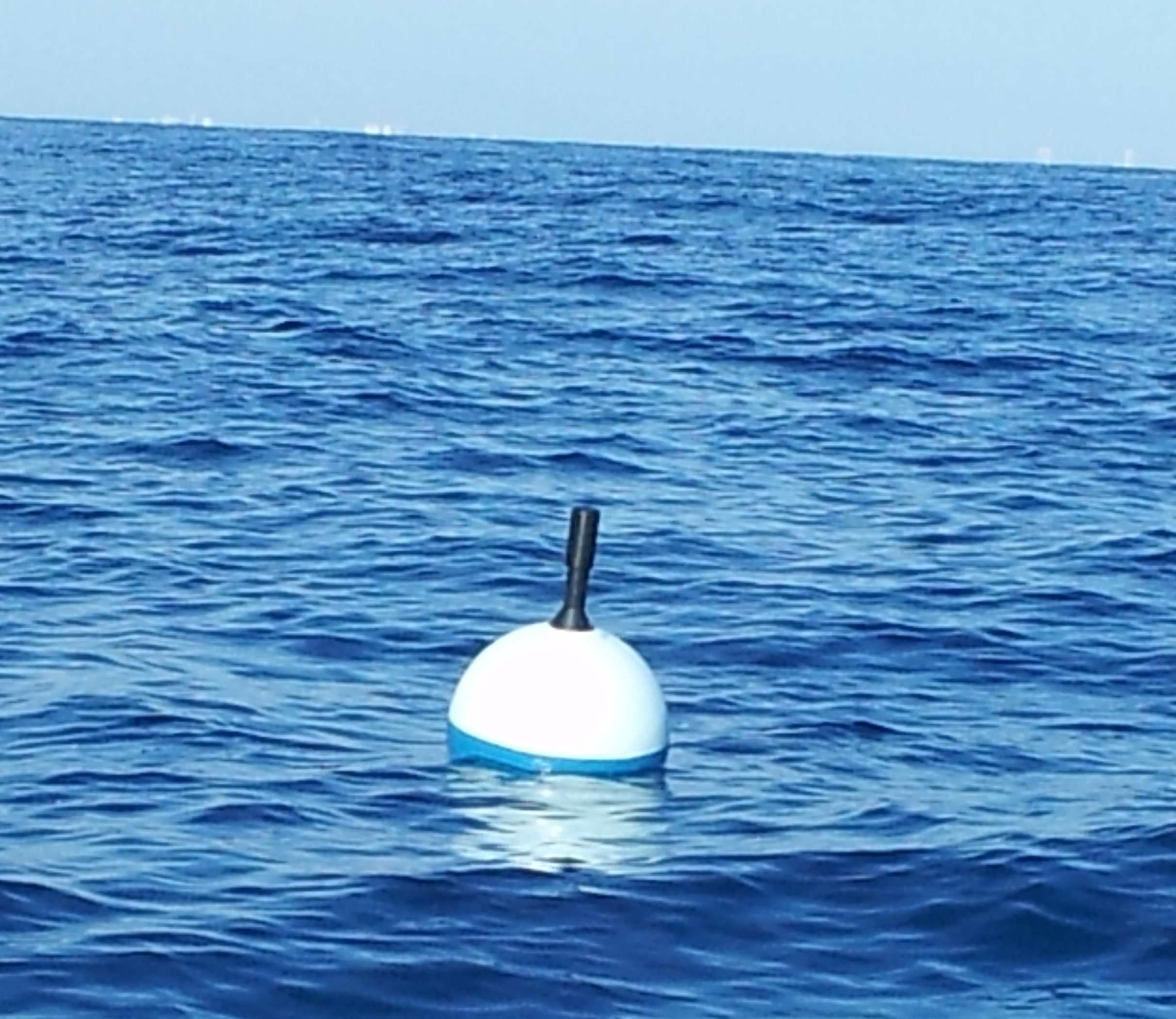
یک شناور برای حفظ مالکیت یک مصنوع متصل کافی است

لاگان ‎/ˈlæɡən/‎ (که به آن «لیگان» نیز گفته می‌شود) کالاهایی هستند که به دریا انداخته می‌شوند و به اندازه کافی سنگین هستند که به کف اقیانوس فرو بروند، اما به یک نشانگر شناور مانند یک شناور یا چوب پنبه متصل هستند تا شخصی که کالا را علامت‌گذاری کرده است بتواند دوباره آنها را پیدا کند. همچنین اجسام بزرگی که در داخل کشتی در حال غرق شدن گیر افتاده‌اند می‌توانند لاگان نامیده شوند.
طبق قانون دریانوردی، یک بویه یا هر شیء شناور دیگر، دلیل کافی برای ادعای مالکیت یک اثر باستانی است. لگن باید به صاحب اصلی‌اش برگردانده شود.

## متروکه
متروکه می‌تواند به کالاهایی اشاره داشته باشد که به کف اقیانوس فرورفته‌اند، توسط مالکشان با میل یا اجبار رها شده‌اند و بنابراین رها شده‌اند، اما هیچ‌کس امیدی به بازیابی آنها ندارد.
از نظر حقوق دریایی، متروکه به اموالی اطلاق می‌شود که در آب‌های قابل کشتیرانی رها شده‌اند و هیچ امیدی به بازیابی آنها، یا به عبارت دیگر، بازیابی مجدد آنها، و هیچ انتظاری برای بازگرداندن آنها به صاحبشان، یا به عبارت دیگر، بازگشت آنها وجود ندارد.